# Dritan Rexhepi
Dritan Rexhepi, ook wel Albanian kingpin genoemd, is een crimineel uit Albanië. Hij zette in Rotterdam een netwerk op in de cocaïnehandel samen met andere Albanese criminelen. Rexhepi is de topman van het drugskartel Kompanio Bello. Sinds januari 2022 was Rexhepi voortvluchtig nadat hij was ontsnapt uit zijn gevangeniscel. In november 2023 werd hij gevangengenomen in Istanbul, Turkije.Begin 2025 werd Rexhepi uitgeleverd aan zijn geboorteland Albanië.

## Levensloop
De criminele loopbaan van Rexhepi begon in zijn geboorteland Albanië. Hij was nog maar een tiener toen hij werd verdacht van huurmoorden. De rechtbank van Tirana veroordeelde hem in 2013 tot 25 jaar gevangenisstraf voor twee liquidaties in 1998. Zijn criminele naam was destijds nog Gramoz, daarna kwamen Mutaraj, Lulëzim en Edmir Kraja hierbij.
In 2006 werd Rexhepi door Albanese autoriteiten gearresteerd in Durrës. Hij ontsnapte hier uit zijn gevangeniscel. Twee jaar later werd hij in Nederland aangehouden en uitgeleverd aan Italië, waar hij werd veroordeeld voor cocaïnehandel. Ook uit deze gevangenis wist hij, samen met twee andere Albanezen, te onstnappen. In 2011 werd Rexhepi opgepakt door de Spaanse autoriteiten. Hij werd inmiddels al enige tijd gezocht door Interpol en werd uitgeleverd aan België waar hij in een gevangenis in Antwerpen belandde.
Nadat Rexhepi wederom ontsnapte uit de cel, dook hij vermoedelijk onder in Rotterdam. Vanaf dat moment begon hij met Albanezen te bouwen aan een netwerk, dat via de havens van Rotterdam en Antwerpen in grote hoeveelheden cocaïne doorvoerde. Rexhepi had intussen banden opgebouwd met de Ecuadoriaanse maffia. In 2014 werd hij in Quito aangehouden met kilo's cocaïne waarna hij dertien jaar celstraf kreeg. In 2022 knipte Rexhepi zijn enkelband door en was sindsdien voortvluchtig tot zijn arrestatie door Turkse autoriteiten in Istanbul in november 2023.
Hij wordt door Italiaanse autoriteiten tevens verdacht van het opdracht geven tot ontvoeringen en moorden vanuit zijn cel en door Spaanse autoriteiten wordt Rexhepi verdacht van een reeks bankovervallen.